# کنت مور
 کنت مور (انگلیسی: Kenneth More؛ ۲۰ سپتامبر ۱۹۱۴ – ۱۲ ژوئیهٔ ۱۹۸۲) هنرپیشه اهل بریتانیا بود. از فیلم‌هایی که وی در آن نقش داشته است، می‌توان به نبرد بریتانیا، داستان دو شهر و هرگز رهایم مکن اشاره کرد.